# Nationale Kommission, die für die staatliche Regulierung auf den Gebieten des Energiesektors und der kommunalen Dienstleistungen zuständig ist
Die Nationale Kommission, die für die staatliche Regulierung auf den Gebieten des Energiesektors und der kommunalen Dienstleistungen zuständig ist (ukrainisch Національна комісія, що здійснує державне регулювання у сферах енергетики та комунальних послуг) ist ein staatliches Kollegialorgan mit dem Status einer juristischen Person des öffentlichen Rechts, das dem Präsidenten der Ukraine unterstellt und dem Ukrainischen Parlament zur Rechenschaft verpflichtet ist. Die Kommission wurde auf Grund eines Dekrets des Präsidenten am 10. September 2014 eingerichtet und vereint die vorherige Nationale Kommission für staatliche Regulierung der öffentlichen Versorgungsunternehmen und die Nationale Kommission für staatliche Regulierung der Energie- und Versorgungsunternehmen.

## Aufgaben
Die Kommission ist zuständig für:
- die Regulierung von Geschäftstätigkeiten von Monopolunternehmen im Energiesektor,  im Öl- und Erdgasbereich, in der Fernwärme sowie der Wasserversorgung, der Abwasser- und Müllentsorgung;
- den Verbraucherschutz in den Bereichen Strom, Fernwärme, Gas und Öl;
- die Erteilung von Lizenzen für Energieunternehmen;
- die Sicherung der Preispolitik im Energiesektor, dem Öl- und Gasbereich sowie der Erzeugung von Fernwärme;
- die Regulierung der Geschäftstätigkeit im Strommarkt für Endkunden.[3]

Hier für hat die Kommission folgende Abteilungen eingerichtet:
- Elektroenergie
- Erdgas
- Fernwärme
- Gebrauchswasser.

## Kritik
Die internationale Organisation zur Entwicklung eines pan-europäischen Energiemarktes Energy Community moniert in ihrem Jahresbericht 2021 die Unterstellung der Kommission unter die Regierung und fordert eine größere Unabhängigkeit.
Die Denkfabrik DiXi Group, die von der 1990 durch George Soros gegründeten International Renaissance Foundation und der schwedischen Botschaft gefördert wird, wies in einer Alarmmeldung am 27. November 2020 auf Unregelmäßigkeiten bei der Besetzung beziehungsweise Abberufung von Regulatoren hin, was auch zu einer Klage von 50 Parlamentariern vor dem Verfassungsgericht geführt habe. Ebenfalls mahnte sie die Unabhängigkeit der Kommission an.